# 211-та повітрянодесантна бригада (СРСР)
211-та пові́тряно-деса́нтна брига́да (211 пдбр) — повітряно-десантна бригада, військове з'єднання повітряно-десантних військ Радянського Союзу. Брала активну участь в боях Другої світової війни.

## Історія з'єднання

### Інтербеллум
Літом 1938 в Червоній Армії було прийнято рішення про формування на базі наявних повітряно-десантних частин однотипних повітряно-десантних бригад з організаційно-штатною структурою, схожою із структурою загальновійськових частин. У стислі терміни всього було сформовано шість окремих повітряно-десантних бригад, в тому числі і 211-та окрема повітряно-десантна бригада. Формувалася вона н. п. Чернігівка Приморського краю (ОКДА) (на базі 5-го адп, командир Тарасов М. Є.).
Після переформовування усі повітряно-десантні бригади були передані в підпорядкування сухопутних військ. Кожна повітряно-десантна бригада за штатом мала 1689 чоловік особового складу і включала:
- — парашутний батальйон;
- — мотомеханізований батальйон;
- — артилерійський дивізіон.

У 1940 році 211-та і 212-та повітряно-десантна бригади були перекинуті на територію України, де бригада, разом з 1-ю та 204-ю пдбр увійшла до складу 1-го повітряно-десантного корпусу Київського військового округу.

## Бойовий склад
Бойовий склад бригади:
- управління
- 1-й парашутно-десантний батальйон
- 2-й повітряно-десантний батальйон
- 3-й повітряно-десантний батальйон
- 4-й повітряно-десантний батальйон
- школа молодшого командного складу
- окремий артилерійський дивізіон
- окрема зенітно-кулеметна рота
- окрема розвідувальна самокатна рота
- окрема рота зв'язку

## Відео
- Освободители. Воздушный десант (рос.)